# 와타나베 시호
와타나베 시호(渡邊 志穂, 1987년 10월 25일 ~ )는 일본의 배우이다. 여성 아이돌 그룹 AKB48의 전 멤버였다. 친구: 마에다 아츠코

## 개요
- AKB48의 결성시부터 팀A 멤버였지만 후에 팀B로 이동했다. 2007년 10월 2일에 AKB48을 졸업했다.

## 출연
- 블러디 먼데이 (2008년 10월 ~ 12월)